# Заманилкинский сельсовет
Замани́лкинский сельсовет — упразднённые административно-территориальная единица и муниципальное образование со статусом сельского поселения в составе Целинного района Курганской области.
Административный центр — село Заманилки.
Законом Курганской области от 29.06.2021 № 73 к 9 июля 2021 года сельсовет упразднён в связи с преобразованием муниципального района в муниципальный округ.

## История
При своем основании, к концу сентября 1795 года деревня состояла из 16 дворов, в которых проживало 127 человек.
Оренбургская губерния, Челябинского уезда, Заманиловская волость, деревня Заманиловка 
Деревня Заманилова образуется при озере Белом. Заселение данной деревни происходит государственными крестьянами:
       Карачельского форпоста из д. Сажиной:  Тимофей Федоров сын Гурьевских,  Кондратей Григорьев сын Кузнецов.
       Окуневской слободы из д.  Шемелиной - Федор Ларионов сын Хомутов.  Из д. Щучьей: Василей Петров сын Петров, Иван Дмитриев сын Калинин.
       Таловской слободы из д. Пещанской: Михайла Артемьев сын Козырев, Герасим Иванов сын Плешков, Иван Кондратьев сын Еремеев,  д. Мишкиной - Агафон Иванов сын Мокин,  д. Малого Бела - Осип Яковлев сын Симахин,       д. Коровинской: Никита Григорьев сын Выползов, Борис Савастьянов сын Коротовских,  Афанасей Прокопьев сын Мокин, Федор Прокопьев сын Мокин, д.  Маслейской: Матвей Тимофеев сын Каравдин.
Куртамышской слободы из д. Рыбной Петр Михайлов сын Симахин.
В соответствии с Законом Курганской области от 6 июля 2004 года № 419 сельсовет наделён статусом сельского поселения.

## Население
| 1989 | 2002 | 2004 | 2010 | 2012 | 2013 | 2014 |
| ---- | ---- | ---- | ---- | ---- | ---- | ---- |
| 1191 | ↘775 | ↗811 | ↘518 | ↘498 | ↘462 | ↘434 |
| 2015 | 2016 | 2017 | 2018 | 2019 | 2020 |      |
| ↘417 | ↘410 | ↗419 | ↘406 | ↘401 | ↘384 |      |

## Состав сельского поселения
| № | Населённый пункт | Тип населённого пункта       | Население |
| - | ---------------- | ---------------------------- | --------- |
| 1 | Заманилки        | село, административный центр | ↘384      |